# Andrew Swann
Andrew Swann, conosciuto anche come Harry Swann (Dalbeattie, 1878 – ...), è stato un calciatore scozzese, di ruolo attaccante.

## Carriera

### Club
Durante la sua carriera ha giocato in Football League con le maglie di Barnsley, Woolwich Arsenal e Stockport County, salendo agli onori della cronaca nella stagione 1900-1901, quando conquista il titolo di miglior marcatore della seconda divisione.
Dopo aver giocato per Lincoln City e New Brompton, nella stagione 1900-1901 veste la maglia del Barnsley, società militante nella seconda divisione, e segna 18 reti in 29 incontri di campionato, portandosi a casa il titolo di miglior marcatore del torneo. In seguito si trasferisce al Woolwich Arsenal, debuttando il 2 settembre del 1901 contro la sua ex squadra, e segnando una delle reti nella vittoria per 2-1. Nonostante ciò, termine la sua esperienza londinese contando 7 presenze e 2 reti: il 30 novembre 1901 decide la sfida contro il Doncaster Rovers, firmando l'unica rete dell'incontro. Dopo una breve esperienza al Gainsborough Trinity, Swann passa allo Stockport County nel mese successivo, realizzando 4 marcature in 14 partite.
Nel 1902 torna in Scozia e nel 1904 gioca per il Mexborough prima di disputare un paio di incontri in Southern Football League con la casacca del Tottenham Hotspur nella stagione 1904-1905. In seguito veste la maglia del Partick Thistle.

## Palmarès

### Individuale
- Capocannoniere della Second Division: 1

1900-1901 (18 gol)